# Andrea Ćakić
Andrea Ćakić (1963.), hrvatska filmska scenaristica i urednica.

## Životopis
Rodila se je 1963. godine. U Zagrebu je diplomirala na Filozofskom fakultetu. Od 1989. je godine suradnica Dokumentarnog programa HTV-a, a zaposlenica je od 1996. godine.

## Filmografija
Filmski joj opus čini šezdesetak dokumentarnih filmova pretežno socijalne tematike (Pater Cvek, Badava šta je cviće, Branino blago, Jedan sasvim običan dan, putopisni serijal Skitancije). Nagrađena za istraživačko novinarstvo i etički pristup radu.

## Nagrade i priznanja
- za dokumentarni film Četvrta smjena:[1]

- 1998.: nagrada HND-a Marija Jurić Zagorka za istraživačko novinarstvo
- 1999.: posebna pohvala Circom regional za etički pristup radu
- uvršten među osam najboljih europskih dokumentarnih filmova

- za film Ivan:[1]

- 2011.: Grand prix na Festivalu hrvatskoga katoličkog filma Trsat

## Vanjske poveznice
- Andrea Ćakić u internetskoj bazi filmova IMDb-u (engl.)